# North Tonawanda
North Tonawanda je město v okresu Niagara County ve státě New York ve Spojených státech amerických. K roku 2010 zde žilo 31 568 obyvatel. S celkovou rozlohou 28,3 km² byla hustota zalidnění 1 206,7 obyvatel na km².